# Consoante pós-alveolar
As consoantes pós-alveolares ou palatoalveolares são uma categoria de consoantes coronais articuladas pelo toque da língua anterior na região entre o alvéolo e o palato duro.
Em uma classificação rígida, as pós-alveolares são divididas entre as palato-alveolares típicas e as retroflexas, encontradas majoritariamente nas línguas indo-iranianas e dravídicas. Para além disso, cliques pós-alveolares são encontrados em línguas como o xossa.
Na língua portuguesa, as consoantes palato-alveolares [ʃ], [ʒ], [t͡ʃ] e [d͡ʒ] são respectivamente encontradas nas palavras chave, jovem, tchau, dia (dialeto fluminense). Similarmente, as retroflexas [ɽ] e [ɻ] são usadas pela variedade caipira nas palavras temporal e madeira, respectivamente.

## Palatoalveolares
As palatoalveolares típicas são especificamente formadas pelo toque da lâmina da língua na região pós-alveolar.
A seguir encontram-se exemplos de seus empregos em palavras das famílias românica e germânica:
| Fone | Fone                                | Exemplo                    | Exemplo | Exemplo  |
| AFI  | Nome                                | Palavra                    | Idioma  | Tradução |
| ---- | ----------------------------------- | -------------------------- | ------- | -------- |
|      | Fricativa palatoalveolar desvozeada | sheep (AFI: [ˈʃiːp])       | Inglês  | Ovelha   |
|      | Fricativa palatoalveolar vozeada    | jour (AFI: ['ʒuʁ])         | Francês | Dia      |
|      | Africada palatoalveolar desvozeada  | cer (AFI: [ˈt͡ʃe̞r])         | Romeno  | Céu      |
|      | Africada palatoalveolar vozeada     | Dschungel (AFI: [ˈd͡ʒʊŋəl]) | Alemão  | Selva    |

## Retroflexas
As consoantes retroflexas são produzidas a partir do dobramento da ponta da língua pra trás, tocando assim a região pós-alveolar. Desse modo, as retroflexas, apesar de tocarem a mesma região das palato-alveolares típicas, se diferenciam a partir da região da língua usada como articulador ativo, nesse caso, a ponta.
Exemplos do uso de consoantes retroflexas estão dispostos na seguinte tabela:
| Fone | Fone                            | Exemplo                | Exemplo                    | Exemplo  |
| AFI  | Nome                            | Palavra                | Idioma                     | Tradução |
| ---- | ------------------------------- | ---------------------- | -------------------------- | -------- |
|      | Nasal retroflexa                | garn (AFI: [ɡɑːɳ])     | Sueco                      | Fio      |
|      | Oclusiva retroflexa desvozeada  | árd (AFI: [aːʈ])       | Gaélico escocês (hébridas) | Alto     |
|      | Oclusiva retroflexa vozeada     | varde (AFI: [ʋɑɖːə])   | Norueguês                  | Baliza   |
|      | Fricativa retroflexa desvozeada | trukur (AFI: [ʈ͡ʂʊ̝kʊʂ]) | Mapundungun                | Neblina  |
|      | Fricativa retroflexa vozeada    | żona (AFI: [ʐ̻ɔn̪ä])     | Polonês                    | Esposa   |
|      | Aproximante retroflexa          | eerst (AFI: [ɪːɻst])   | Holandês                   | Primeiro |
|      | Aproximante lateral retroflexa  | árla (AFI: [ɔɻɭa])     | Feroês                     | Cedo     |
|      | Vibrante simples retroflexa     | bara (AFI: [bəɽä])     | Hauçá                      | Servo    |